# Медина дел Кампо
Медина дел Кампо (исп: Medina del Campo) е град, разположен на 46.7 км от град Валядолид, в югозападната част на провинция Валядолид, автономна област Кастилия и Леон, Испания. Селището е столица на селскостопански район, състоящ се от около тридесет общини.